# Robur Tiboni Urbino Volley 2008-2009
Questa voce raccoglie le informazioni riguardanti la Robur Tiboni Urbino Volley nelle competizioni ufficiali della stagione 2008-2009.

## Organigramma societario
Area direttiva
- Presidente: Giancarlo Sacchi

Area tecnica
- Allenatore: Andrea Pistola
- Allenatore in seconda: Tommaso Barbato
- Addetto statistiche: Tommaso Barbato

Area sanitaria
- Medico: Enrico Recupero
- Fisioterapista: Emanuele Monderna
- Preparatore atletico: Andrea Pistola

## Rosa
| N° | Nome                | Ruolo | Data di nascita   | Nazionalità sportiva |
| -- | ------------------- | ----- | ----------------- | -------------------- |
| 2  | Martha Sánchez      | S     | 17 maggio 1973    | Cuba                 |
| 4  | Roberta Bottiglione | C     | 18 aprile 1984    | Italia               |
| 5  | Aneta Germanova     | S     | 3 gennaio 1975    | Bulgaria             |
| 7  | Sara Giuliodori     | C     | 5 giugno 1983     | Italia               |
| 8  | Antonietta Vallese  | L     | 1º novembre 1983  | Italia               |
| 9  | Marta Galeotti      | P     | 27 settembre 1984 | Italia               |
| 10 | Elisa Cardani       | L     | 5 maggio 1990     | Italia               |
| 12 | Marianna Masoni     | S     | 25 marzo 1986     | Italia               |
| 13 | Katja Luraschi      | P     | 6 gennaio 1986    | Italia               |
| 13 | Stefania D'Agostino | P     | 12 novembre 1986  | Italia               |
| 14 | Giulia Benini       | S     | 12 settembre 1973 | Italia               |
| 16 | Tatiana Artmenko    | S     | 2 settembre 1976  | Israele              |
| 17 | Sara Menghi         | C     | 18 maggio 1983    | Italia               |